# Medal of Honor: Frontline
Medal of Honor: Frontline ist ein Ego-Shooter innerhalb der Medal of Honor-Reihe, der von EA Los Angeles entwickelt und von Electronic Arts veröffentlicht wurde. Er erschien am 7. Juni 2002 für PlayStation 2 und am 31. Januar 2003 für Xbox und GameCube. Zusammen mit der Limited Edition von Medal of Honor erschien 2010 eine verbesserte HD-Version von Medal of Honor: Frontline für die PlayStation 3, die von Danger Close entwickelt wurde.

## Handlung
Zeitlich ist das Spiel gegen Ende des Zweiten Weltkrieges angesiedelt. Es beginnt mit Operation Overlord bei der Erstürmung von Omaha Beach aus der Sicht von OSS-Agent Lieutenant James Steven „Jimmy“ Patterson, der feindliche U-Boote stören soll. Er infiltriert dabei erfolgreich eine U-Boot-Werft in Lorient.
Während der Operation Market Garden erfährt der OSS von einer Geheimwaffe der Nazis dem Horten H IX Düsenjäger. Patterson wird erneut zu einem Sabotage-Akt ausgesandt um zu Verhindern, dass die experimentelle Maschine in Serienproduktion geht. Unterwegs muss er einen Sprengsatz Waalbrücke Nijmegen entschärfen und die 1st Airborne Division in mit Nachschub an Vorräten versorgen.
Patterson geht anschließend auf die Jagd nach dem verantwortlichen Offiziers des HO-IX-Projekt, der von seinem Panzerzug entkommen kann. Er gelangt zu der geheimen Flugzeuganlage in Gotha und zerstört diese mit ihren Produktionslinien. Er tötet den SS-Offizier und entkommt mit dem HO-IX-Prototyp.

## Zensur
Aus dem Spiel wurden verfassungsfeindliche Symbole entfernt. Zudem wurde NS-Symbolik und jegliche Hinweise auf das Dritte Reich entfernt auch wenn dies juristisch nicht erforderlich war. Die Maßnahmen für die Veröffentlichung in Deutschland basiert auf internen Firmenrichtlinien des Publishers.

## Rezeption
Medal of Honor: Frontline sei technisch sauber, teils sogar hervorragend. Trotz Schwächen bei den Texturqualitäten und kleineren Unstimmigkeiten bei der Steuerung böte es eine grandiose Atmosphäre, bleibe jedoch immer streng linear. Zudem wurde die Geräuschkulisse und Orchestermusik hervorgehoben. Die Thematik sei zwar zwiespältig, aber die Inszenierung nicht übermäßig blutrünstig. Die Version für Xbox unterscheide sich nur minimal von der PlayStation-2-Version. Sie böte feinere Texturen und eine höhere Bildrate sowie wenige neue Effekte. Der Einzelspieler sei sehr cineastisch inszeniert. Der Mehrspieler hingege enttäusche, da nur wenig Spielmodi und keine Bots enthalten sind. Auch die GameCube-Fassung böte wie die Vorgänger ausgefeiltes Leveldesign und eine fantastische Audiountermalung. Grafisch müssten zudem Abstriche gemacht werden und die Bildrate sei instabil. Einige Tastenkombination auf dem Pad seien ungünstig gelegt.
Vom Verband der Unterhaltungssoftware Deutschland erhielt es den VUD Award in Gold für über 100.000 abgesetzte Kopien im D-A-CH-Raum.
Die Fassung für PlayStation 3 sei enttäuschend. Sie stelle kein Remaster dar, da Grafik und Geräuschkulisse nahezu unangetastet seien. Während der Soundtrack zeitlos sei, wäre die Optik nicht gut gealtert. Die Grafik sei polygonarm und die Texturen niedrig aufgelöst. Wo genau eine HD-Konvertierung vorgenommen wurde, bleibe völlig unklar. Selbst das Breitbildformat werde nur durch Streckung erreicht. Auch die Bildrate schwanke dramatisch und Screen Tearing trete auf.

### Auszeichnungen
- Interactive Achievement Awards 2003[11]
  - Outstanding Achievement in Original Music Composition
  - Outstanding Achievement in Sound Design